# Прикладная наука
Прикладна́я нау́ка — свод знаний, в которых исследования и открытия имеют непосредственную, прямую ориентацию на практику; это науки, обеспечивающие разработку новых технологий, а именно: алгоритмов действия для получения желаемого продукта. 
Прикладной является та научная дисциплина, которая применяет существующие научные знания, чтобы разработать более практические, прикладные системы, такие как технология или изобретение.

## Общие сведения
Прикладными считаются науки, ориентированные на практическое применение знаний, полученных в науках фундаментальных; они служат непосредственно нуждам общества.
В силу развития естественно-научных дисциплин фундаментальной науки, возникает свод новых данных и информации, позволяющей рассматривать, предсказывать и в отдельных случаях и объяснять — а таким образом, понимать — явления в мире природы. Прикладная наука применяет научные знания в мировую практику. В результате, это даёт широкий диапазон функционирования прикладных наук.
В частности, прикладная наука может применить формальную науку, такую как статистика, математика, медицина, что привело к формированию таких дисциплин, как прикладная статистика, прикладная математика, прикладная медицина и так далее. Наряду с этим исторически определился ход становления и развития смежных областей прикладной науки, таких как, к примеру: прикладная психология, прикладная этика, прикладная биомеханика, вплоть до прикладного дошкольного образования.
Прикладная наука включает в себя исследования, направленные на использование научных знаний и методов для решения практических задач, на создание новых, либо совершенствование уже существующих видов продукции или технологических процессов. Прикладные исследования могут включать расчёты, эксперименты, макетирование и испытания макетов, компьютерное моделирование и пр.

### Особенности явления
Выделение прикладной науки в отдельную дефиницию связано, в первую очередь, с интегральными характеристиками типов научно-познавательной деятельности, различающихся по своим целевым установкам. Так, цель фундаментального исследования — знание как таковое; максимально объективная, рациональная репрезентация реальности. Цель прикладного исследования — инструментально-эффективное знание о фрагменте реальности, предназначенное для решения конкретной практической задачи.
Для фундаментального исследования истинность знания о мире являются высшей ценностью; для прикладного исследования высшей ценностью является технологическая эффективность информации о мире, что далеко не всегда совпадает с ее истинностью. В случае фундаментальной науки перспективы и ход исследований определяются, главным образом, задачей выявить и рационально представить новые, еще не познанные характеристики мира. В прикладной науке ход исследования определяется необходимостью решения конкретных технологических задач, по этой причине сама по себе новизна знания о мире предстает здесь в качестве побочного продукта поиска этих решений. Знание, полученное в рамках прикладных исследований, фиксируется, прежде всего, как средство решения локальной практической задачи; знание это нередко предстает в формах, не предполагающих его дальнейшее прямое познавательное использование, но имеющее прямое практическое применение: например, инструкция, методика, технологический рецепт, пр.

## Структура и цели
Наука как определяющая система знаний обладает сложной структурой. Существует традиционное деление наук на фундаментальные (ФН) и прикладные науки (ПРН). Задачей ФН в области естествознания является познание основополагающих законов, которые управляют поведением и взаимодействием базисных структур природы. Задачи фундаментальных наук лежат на грани между известным и неожиданным, в связи с чем ФН отличается неопределённостью конечного результата, что, как правило, приводит к научному открытию.
Непосредственная цель прикладных наук заключается в применении результатов ФН к решению познавательных и социально-практических проблем. В частности, по этой причине, объективно возникает важная роль ПРН и внедрение их результатов в производство, медицину, инженерное дело, гуманитарные и социальные науки.